# Kentrosaurus
Kentrosaurus (/ˌkɛntr[invalid input: 'ɵ']ˈsɔːrəs/ KEN-tro-SAWR-əs) là một chi khủng long phiến sừng từ cuối kỷ Jura của Tanzania. Hóa thạch của nó chỉ được tìm thấy ở thành hệ Tendaguru ở Tanzania, niên đại vào giai đoạn Kimmeridgia, giữa khoảng 155,7 ± 4 Ma và 150,8 ± 4 Ma (triệu năm trước). Rõ ràng, tất cả hóa thạch phát hiện được đều thuộc về một loài, K. aethiopicus Hennig 1915.

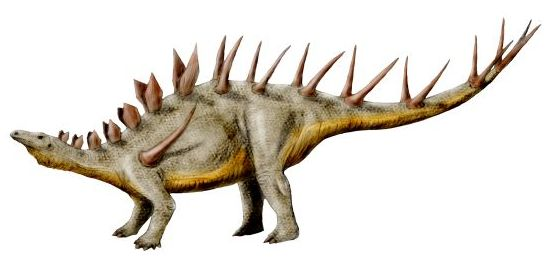
Hình phục dựng

Kentrosaurus được mô tả bởi nhà cổ sinh vật học Đức Edwin Hennig vào năm 1915. Thường được coi là một thành viên nguyên thủy của Stegosauria, một số phân tích nhánh gần đây cho thấy nó được bắt nguồn, và tương đối gần Stegosaurus từ thành hệ Morrison của Bắc Mỹ.
Kentrosaurus thường có chiều dài khoảng 4,5 mét ở con trưởng thành, có lẽ đã có một hàng đôi tấm sừng gai chạy dọc trên lưng, và có thể được sử dụng đuôi của nó như là một "thagomizer" cho tự vệ.
Giống như tất cả các loài khủng long ornithischia, Kentrosaurus là một động vật ăn cỏ. Chỉ có một cái răng hoàn chỉnh đã được biết đến khi Hennig xuất bản chuyên khảo của mình vào năm 1925. Sau đó, một phần của một phần răng đã được tìm thấy, mang một chiếc răng mới nhú, và một số mảnh vỡ răng đã được thu hồi từ ma trận gắn với các xương khác. 

## Hình ảnh

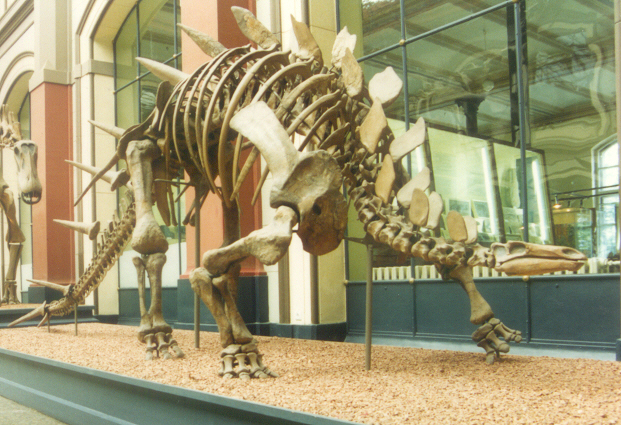
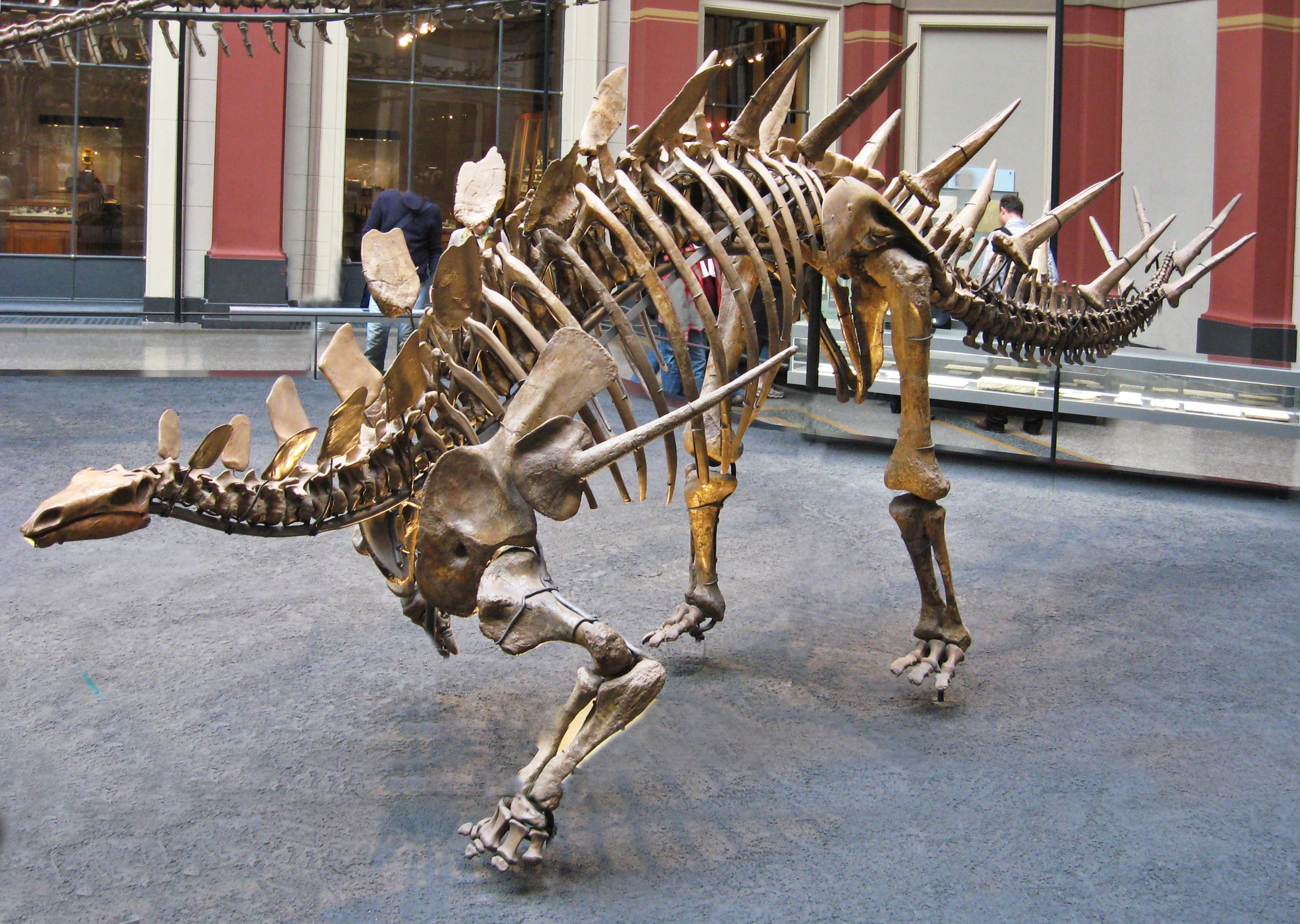
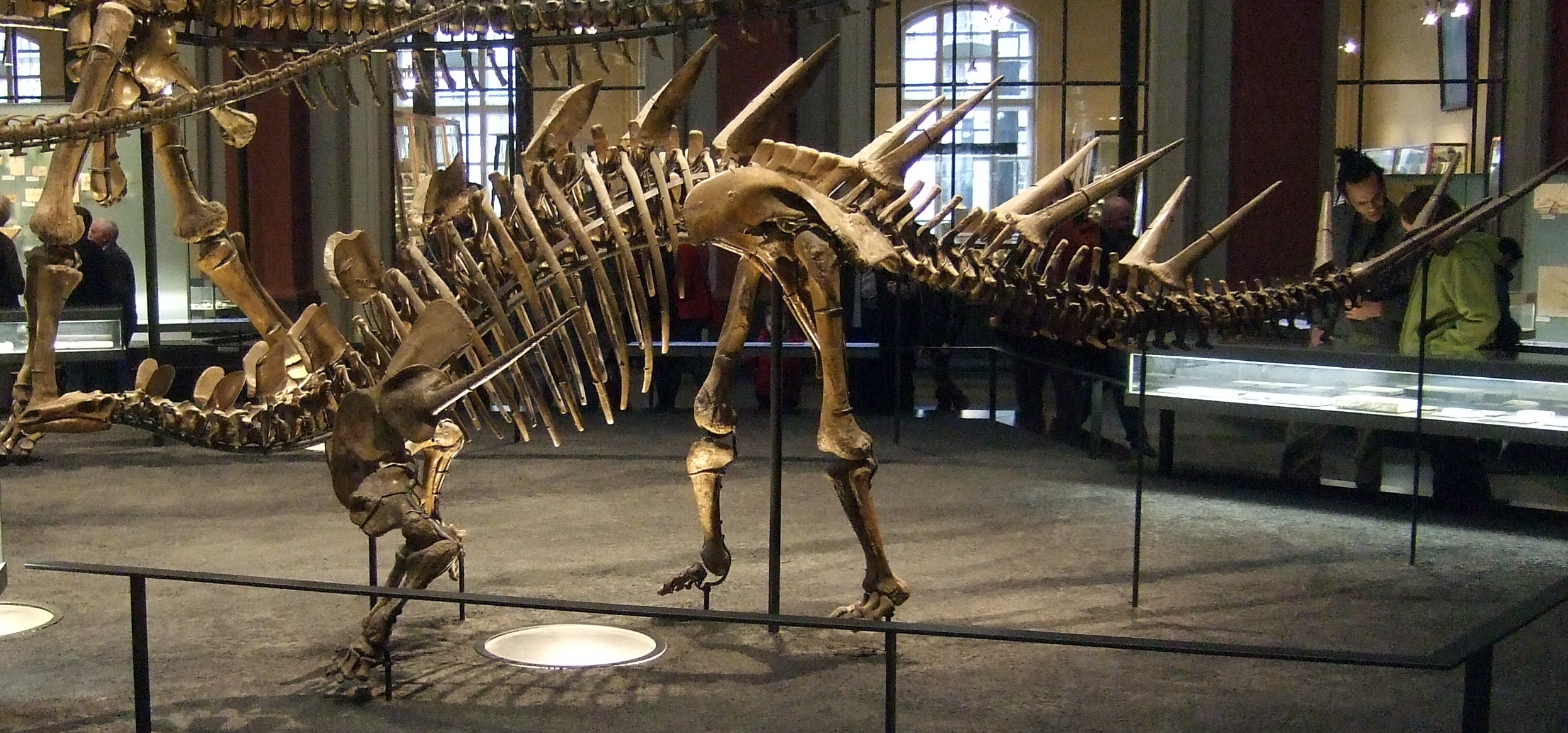